# Großer Preis von Argentinien 1979
Der Große Preis von Argentinien 1979 (offiziell XV Gran Premio de la Republica Argentina) fand am 21. Januar auf dem Autódromo Municipal Ciudad de Buenos Aires in Buenos Aires statt und war das erste Rennen der Automobil-Weltmeisterschaft 1979.

## Berichte

### Hintergrund
Infolge der Dominanz des Lotus 79 in der Saison 1978 waren die Konkurrenzteams gezwungen, neue Rennwagen für die Saison 1979 zu entwickeln, die das Prinzip der Wing Cars ebenfalls umsetzten. Dies schien die einzige Möglichkeit zu sein, eine erfolgreiche Titelverteidigung des Lotus-Teams zu verhindern. Beim amtierenden Konstrukteursweltmeister arbeitete man unterdessen an dem neuen Lotus 80, der eine weitere Verbesserung des Vorjahresmodells darstellen sollte. Finanziell unterstützt wurde man dabei durch den neuen Hauptsponsor Martini. Der Titelverteidiger Mario Andretti blieb im Team. An seiner Seite fuhr nun Carlos Reutemann, dessen Vertrag bereits vor Ronnie Petersons Tod in Monza 1978 unterzeichnet worden war. Dieser wiederum hatte damals einen Werksfahrervertrag mit McLaren abgeschlossen, wo er James Hunt ersetzen sollte. Diesen Platz nahm nun John Watson ein, der bei Brabham keine Zukunft hatte. Für ihn und seinen Teamkollegen Patrick Tambay wurde der neue McLaren M28 rechtzeitig zum Saisonauftakt fertiggestellt. Hunt wechselte zu Walter Wolf Racing mit neuem Hauptsponsor Olympus, wo er den neuen, innovativen Wolf WR7 pilotieren sollte, der unter Federführung von Harvey Postlethwaite entstanden war. Watsons Platz bei Brabham an der Seite von Niki Lauda nahm Nelson Piquet ein, der bereits beim Saisonfinale 1978 einen dritten Wagen des Teams pilotiert hatte.
Jody Scheckter nahm Reutemanns Platz bei Ferrari an der Seite von Gilles Villeneuve ein. Als eines von wenigen Teams, startete die Scuderia mit dem Vorjahresmodell 312T3 in die Saison, da bei der Weiterentwicklung 312T4 aufgrund des sperrigen Zwölfzylindermotors noch Probleme mit der Wing-Car-Technik bestanden.
Ligier wechselte nach dem Formel-1-Ausstieg von Matra zu den Ford-Cosworth-Standardmotoren. Außerdem erweiterte man das Engagement auf zwei Werkswagen. Dazu wurde der ehemalige Tyrrell-Pilot Patrick Depailler als zweiter Fahrer neben Jacques Laffite unter Vertrag genommen. Das Wing Car Ligier JS11, das von Gérard Ducarouge entwickelt worden war, stand rechtzeitig zur Verfügung. Ebenfalls zu einem Zwei-Wagen-Team entwickelte sich Williams, wo nun Clay Regazzoni neben Alan Jones die Rolle des zweiten Stammfahrers übernahm. Auch Renault setzte einen zweiten Wagen, der von René Arnoux pilotiert wurde, neben dem von Jean-Pierre Jabouille ein. Da das neue Modell RS10 noch auf sich warten ließ, starteten die beiden mit dem RS01 in die Saison. Nach wie vor setzte dieses Team als einziges einen  Turbomotor ein.
Nach dem Verlust des Hauptsponsors Elf, der sich entschieden hatte, fortan ausschließlich mit Renault zusammenzuarbeiten, hatte Tyrrell finanzielle Schwierigkeiten. Trotzdem wurde der neue Tyrrell 009 rechtzeitig fertiggestellt. Angeblich hatte man sich die Baupläne des Lotus 79 über einen japanischen Modellautohersteller besorgt, um sich bei der Konstruktion des neuen Wagens am bis dato erfolgreichsten Wing Car orientieren zu können. Jean-Pierre Jarier wurde engagiert, um Depailler an der Seite von Didier Pironi zu ersetzen.
Das ATS Racing Team reduzierte sein Engagement auf nur noch einen Wagen und nahm Hans-Joachim Stuck unter Vertrag. Dessen Vorgänger Jochen Mass fand bei dem von der Warsteiner Brauerei unterstützten Team Arrows eine neue Anstellung neben Riccardo Patrese. Shadow startete nach dem Weggang von Stuck und Regazzoni mit zwei Formel-1-Debütanten in die neue Saison, und zwar mit dem Niederländer Jan Lammers und dem Italiener Elio de Angelis.
Als Privatfahrer war wie im Vorjahr Héctor Rebaque mit einem Lotus-Rennwagen am Start. Die Teams Surtees und Theodore verzichteten hingegen auf die Teilnahme an der Saison 1979. Emerson Fittipaldi und Arturo Merzario traten weiterhin mit ihren jeweiligen Eigenkonstruktionen an.

### Training
Während viele eine erneute Lotus-Dominanz erwarteten, erwies sich der neue Ligier JS11 bereits während des Trainings als gelungene Konstruktion, mit der sich Laffite und Depailler für die erste Startreihe qualifizierten. Auf dem dritten Startplatz folgte mit Reutemann der erste Lotus neben Jarier und vor Scheckter und Watson in Reihe drei.
Mit um fünf beziehungsweise sechs Sekunden langsameren Rundenzeiten als der Pole-Setter qualifizierten sich die Brabham-Piloten Piquet und Lauda lediglich für die Startplätze 20 und 23.

### Rennen
Patrese und Stuck konnten nicht zum Rennen antreten, da ihre Rennwagen aufgrund von Beschädigungen nicht einsatzfähig waren.
Aus der ersten Reihe gingen die beiden Ligier-Piloten in Führung, während es wenige Positionen hinter ihnen zu einer Kollision zwischen Watson und Scheckter kam. Pironi, Tambay, Piquet und Merzario wurden in den darauf folgenden Unfall verwickelt. Das Rennen wurde abgebrochen.
Am Neustart, der nach Abschluss der Aufräumarbeiten durchgeführt wurde, nahmen Piquet und Scheckter aufgrund von erlittenen Verletzungen nicht mehr teil. Tambay, Merzario und Pironi konnten ebenfalls nicht mehr antreten, da keine Ersatzwagen für sie zur Verfügung standen.
Depailler übernahm diesmal die Führung vor Jarier und Watson, die beide an Laffite vorbeiziehen konnten. Dieser arbeitete sich jedoch bis zur elften Runde nach vorn bis an die Spitze und verteidigte diese Position bis ins Ziel. Hinter Depailler folgte zu diesem Zeitpunkt Watson vor Reutemann und Andretti. Der Lokalmatador gelangte bis zur 44. Runde an Watson und Depailler vorbei auf den zweiten Rang. Aufgrund von Fehlzündungen fiel Depailler auf den vierten Rang zurück und musste somit Watson den Platz auf dem Siegerpodest überlassen. Andretti wurde Fünfter vor Fittipaldi.

## Meldeliste
| Team                          | Nr. | Fahrer                | Chassis        | Motor                     | Reifen |
| ----------------------------- | --- | --------------------- | -------------- | ------------------------- | ------ |
| Martini Racing Team Lotus     | 01  | Mario Andretti        | Lotus 79       | Ford Cosworth DFV 3.0 V8  | G      |
| Martini Racing Team Lotus     | 02  | Carlos Reutemann      | Lotus 79       | Ford Cosworth DFV 3.0 V8  | G      |
| Team Tyrrell                  | 03  | Didier Pironi         | Tyrrell 009    | Ford Cosworth DFV 3.0 V8  | G      |
| Team Tyrrell                  | 04  | Jean-Pierre Jarier    | Tyrrell 009    | Ford Cosworth DFV 3.0 V8  | G      |
| Parmalat Racing Team          | 05  | Niki Lauda            | Brabham BT48   | Alfa Romeo 1260 3.0 V12   | G      |
| Parmalat Racing Team          | 06  | Nelson Piquet         | Brabham BT46   | Alfa Romeo 115-12 3.0 F12 | G      |
| Marlboro Team McLaren         | 07  | John Watson           | McLaren M28    | Ford Cosworth DFV 3.0 V8  | G      |
| Marlboro Team McLaren         | 08  | Patrick Tambay        | McLaren M28    | Ford Cosworth DFV 3.0 V8  | G      |
| ATS Wheels                    | 09  | Hans-Joachim Stuck    | ATS D2         | Ford Cosworth DFV 3.0 V8  | G      |
| Scuderia Ferrari SpA SEFAC    | 11  | Jody Scheckter        | Ferrari 312T3  | Ferrari 015 3.0 F12       | M      |
| Scuderia Ferrari SpA SEFAC    | 12  | Gilles Villeneuve     | Ferrari 312T3  | Ferrari 015 3.0 F12       | M      |
| Fittipaldi Automotive         | 14  | Emerson Fittipaldi    | Fittipaldi F5A | Ford Cosworth DFV 3.0 V8  | G      |
| Équipe Renault Elf            | 15  | Jean-Pierre Jabouille | Renault RS01   | Renault EF1 1.5 V6t       | M      |
| Équipe Renault Elf            | 16  | René Arnoux           | Renault RS01   | Renault EF1 1.5 V6t       | M      |
| Samson Shadow Racing Team     | 17  | Jan Lammers           | Shadow DN9     | Ford Cosworth DFV 3.0 V8  | G      |
| Interscope Shadow Racing Team | 18  | Elio de Angelis       | Shadow DN9     | Ford Cosworth DFV 3.0 V8  | G      |
| Olympus Cameras Wolf Racing   | 20  | James Hunt            | Wolf WR7       | Ford Cosworth DFV 3.0 V8  | G      |
| Team Ensign                   | 22  | Derek Daly            | Ensign N177    | Ford Cosworth DFV 3.0 V8  | G      |
| Team Merzario                 | 24  | Arturo Merzario       | Merzario A1B   | Ford Cosworth DFV 3.0 V8  | G      |
| Ligier Gitanes                | 25  | Patrick Depailler     | Ligier JS11    | Ford Cosworth DFV 3.0 V8  | G      |
| Ligier Gitanes                | 26  | Jacques Laffite       | Ligier JS11    | Ford Cosworth DFV 3.0 V8  | G      |
| Albilad-Saudia Racing Team    | 27  | Alan Jones            | Williams FW06  | Ford Cosworth DFV 3.0 V8  | G      |
| Albilad-Saudia Racing Team    | 28  | Clay Regazzoni        | Williams FW06  | Ford Cosworth DFV 3.0 V8  | G      |
| Warsteiner Arrows Racing Team | 29  | Riccardo Patrese      | Arrows A1B     | Ford Cosworth DFV 3.0 V8  | G      |
| Warsteiner Arrows Racing Team | 30  | Jochen Mass           | Arrows A1B     | Ford Cosworth DFV 3.0 V8  | G      |
| Team Rebaque                  | 31  | Héctor Rebaque        | Lotus 79       | Ford Cosworth DFV 3.0 V8  | G      |

## Klassifikationen

### Startaufstellung
| Pos. | Fahrer                | Konstrukteur       | Zeit    | Ø-Geschwindigkeit | Start |
| ---- | --------------------- | ------------------ | ------- | ----------------- | ----- |
| 01   | Jacques Laffite       | Ligier-Ford        | 1:44,20 | 206,188 km/h      | 01    |
| 02   | Patrick Depailler     | Ligier-Ford        | 1:45,24 | 204,151 km/h      | 02    |
| 03   | Carlos Reutemann      | Lotus-Ford         | 1:45,34 | 203,957 km/h      | 03    |
| 04   | Jean-Pierre Jarier    | Tyrrell-Ford       | 1:45,36 | 203,918 km/h      | 04    |
| 05   | Jody Scheckter        | Ferrari            | 1:45,58 | 203,493 km/h      | 05    |
| 06   | John Watson           | McLaren-Ford       | 1:45,76 | 203,147 km/h      | 06    |
| 07   | Mario Andretti        | Lotus-Ford         | 1:45,96 | 202,763 km/h      | 07    |
| 08   | Didier Pironi         | Tyrrell-Ford       | 1:46,43 | 201,868 km/h      | 08    |
| 09   | Patrick Tambay        | McLaren-Ford       | 1:46,56 | 201,622 km/h      | 09    |
| 10   | Gilles Villeneuve     | Ferrari            | 1:46,88 | 201,018 km/h      | 10    |
| 11   | Emerson Fittipaldi    | Fittipaldi-Ford    | 1:47,15 | 200,511 km/h      | 11    |
| 12   | Jean-Pierre Jabouille | Renault            | 1:47,46 | 199,933 km/h      | 12    |
| 13   | Riccardo Patrese      | Arrows-Ford        | 1:48,33 | 198,327 km/h      | DNS   |
| 14   | Jochen Mass           | Arrows-Ford        | 1:48,34 | 198,309 km/h      | 13    |
| 15   | Alan Jones            | Williams-Ford      | 1:48,44 | 198,126 km/h      | 14    |
| 16   | Elio de Angelis       | Shadow-Ford        | 1:48,51 | 197,998 km/h      | 15    |
| 17   | Clay Regazzoni        | Williams-Ford      | 1:48,64 | 197,761 km/h      | 16    |
| 18   | James Hunt            | Wolf-Ford          | 1:48,77 | 197,525 km/h      | 17    |
| 19   | Héctor Rebaque        | Lotus-Ford         | 1:49,36 | 196,459 km/h      | 18    |
| 20   | Nelson Piquet         | Brabham-Alfa Romeo | 1:49,49 | 196,226 km/h      | 19    |
| 21   | Jan Lammers           | Shadow-Ford        | 1:49,51 | 196,190 km/h      | 20    |
| 22   | Arturo Merzario       | Merzario-Ford      | 1:50,26 | 194,856 km/h      | 21    |
| 23   | Niki Lauda            | Brabham-Alfa Romeo | 1:50,29 | 194,803 km/h      | 22    |
| 24   | Derek Daly            | Ensign-Ford        | 1:51,05 | 193,470 km/h      | 23    |
| 25   | Hans-Joachim Stuck    | ATS-Ford           | 1:51,28 | 193,070 km/h      | DNS   |
| 26   | René Arnoux           | Renault            | 1:51,52 | 192,654 km/h      | 24    |

### Rennen
| Pos. | Fahrer                | Konstrukteur       | Runden | Stopps | Zeit       | Start | Schnellste Runde |
| ---- | --------------------- | ------------------ | ------ | ------ | ---------- | ----- | ---------------- |
| 01   | Jacques Laffite       | Ligier-Ford        | 53     | 0      | 1:36:03,21 | 01    | 1:46,91 (42.)    |
| 02   | Carlos Reutemann      | Lotus-Ford         | 53     | 0      | + 14,94    | 03    | 1:47,44          |
| 03   | John Watson           | McLaren-Ford       | 53     | 0      | + 1:28,81  | 06    | 1:48,99          |
| 04   | Patrick Depailler     | Ligier-Ford        | 53     | 1      | + 1:41,72  | 02    | 1:47,90          |
| 05   | Mario Andretti        | Lotus-Ford         | 52     | 0      | + 1 Runde  | 07    | 1:49,74          |
| 06   | Emerson Fittipaldi    | Fittipaldi-Ford    | 52     | 0      | + 1 Runde  | 11    | 1:50,29          |
| 07   | Elio de Angelis       | Shadow-Ford        | 52     | 0      | + 1 Runde  | 15    | 1:50,35          |
| 08   | Jochen Mass           | Arrows-Ford        | 51     | 0      | + 2 Runden | 13    | 1:50,62          |
| 09   | Alan Jones            | Williams-Ford      | 51     | 0      | + 2 Runden | 14    | 1:50,61          |
| 10   | Clay Regazzoni        | Williams-Ford      | 51     | 0      | + 2 Runden | 16    | 1:51,13          |
| 11   | Derek Daly            | Ensign-Ford        | 51     | 0      | + 2 Runden | 23    | 1:53,23          |
| –    | Gilles Villeneuve     | Ferrari            | 48     | 1      | DNF        | 10    | 1:48,54          |
| –    | Héctor Rebaque        | Lotus-Ford         | 46     | 0      | DNF        | 18    | 1:49,86          |
| –    | James Hunt            | Wolf-Ford          | 42     | 0      | DNF        | 17    | 1:51,21          |
| –    | Jan Lammers           | Shadow-Ford        | 42     | 0      | DNF        | 20    | 1:52,13          |
| –    | Jean-Pierre Jarier    | Tyrrell-Ford       | 15     | 0      | DNF        | 04    | 1:49,73          |
| –    | Jean-Pierre Jabouille | Renault            | 15     | 0      | DNF        | 12    | 1:50,79          |
| –    | Niki Lauda            | Brabham-Alfa Romeo | 8      | 0      | DNF        | 22    | 1:52,65          |
| –    | René Arnoux           | Renault            | 6      | 0      | DNF        | 24    | 1:52,30          |
| –    | Jody Scheckter        | Ferrari            | 0      | 0      | DNF        | 05    | –                |
| –    | Didier Pironi         | Tyrrell-Ford       | 0      | 0      | DNF        | 08    | –                |
| –    | Patrick Tambay        | McLaren-Ford       | 0      | 0      | DNF        | 09    | –                |
| –    | Nelson Piquet         | Brabham-Alfa Romeo | 0      | 0      | DNF        | 19    | –                |
| –    | Arturo Merzario       | Merzario-Ford      | 0      | 0      | DNF        | 21    | –                |

## WM-Stände nach dem Rennen
Die ersten sechs des Rennens bekamen 9, 6, 4, 3, 2 bzw. 1 Punkt(e). Es zählten nur die besten vier Ergebnisse aus den ersten sieben Rennen und die besten vier Ergebnisse aus den letzten acht Rennen. In der Konstrukteurswertung wurden erstmals alle Resultate gewertet.

### Fahrerwertung
| Pos. | Fahrer             | Konstrukteur    | Punkte |
| ---- | ------------------ | --------------- | ------ |
| 01   | Jacques Laffite    | Ligier-Ford     | 9      |
| 02   | Carlos Reutemann   | Lotus-Ford      | 6      |
| 03   | John Watson        | McLaren-Ford    | 4      |
| 04   | Patrick Depailler  | Ligier-Ford     | 3      |
| 05   | Mario Andretti     | Lotus-Ford      | 2      |
| 06   | Emerson Fittipaldi | Fittipaldi-Ford | 1      |
| 07   | Elio de Angelis    | Shadow-Ford     | 0      |
| 08   | Jochen Mass        | Arrows-Ford     | 0      |
| 09   | Alan Jones         | Williams-Ford   | 0      |
| 10   | Clay Regazzoni     | Williams-Ford   | 0      |
| 11   | Derek Daly         | Ensign-Ford     | 0      |
| –    | Gilles Villeneuve  | Ferrari         | 0      |

| Pos. | Fahrer                | Konstrukteur       | Punkte |
| ---- | --------------------- | ------------------ | ------ |
| –    | Héctor Rebaque        | Lotus-Ford         | 0      |
| –    | James Hunt            | Wolf-Ford          | 0      |
| –    | Jan Lammers           | Shadow-Ford        | 0      |
| –    | Jean-Pierre Jarier    | Tyrrell-Ford       | 0      |
| –    | Jean-Pierre Jabouille | Renault            | 0      |
| –    | Niki Lauda            | Brabham-Alfa Romeo | 0      |
| –    | René Arnoux           | Renault            | 0      |
| –    | Jody Scheckter        | Ferrari            | 0      |
| –    | Didier Pironi         | Tyrrell-Ford       | 0      |
| –    | Patrick Tambay        | McLaren-Ford       | 0      |
| –    | Nelson Piquet         | Brabham-Alfa Romeo | 0      |
| –    | Arturo Merzario       | Merzario-Ford      | 0      |

### Konstrukteurswertung
| Pos. | Konstrukteur    | Punkte |
| ---- | --------------- | ------ |
| 01   | Ligier-Ford     | 12     |
| 02   | Lotus-Ford      | 8      |
| 03   | McLaren-Ford    | 4      |
| 04   | Fittipaldi-Ford | 1      |
| 05   | Shadow-Ford     | 0      |
| 06   | Arrows-Ford     | 0      |
| 07   | Williams-Ford   | 0      |

| Pos. | Konstrukteur       | Punkte |
| ---- | ------------------ | ------ |
| 08   | Ensign-Ford        | 0      |
| –    | Ferrari            | 0      |
| –    | Wolf-Ford          | 0      |
| –    | Tyrrell-Ford       | 0      |
| –    | Renault            | 0      |
| –    | Brabham-Alfa Romeo | 0      |
| –    | Merzario-Ford      | 0      |